# Нетішинський міський краєзнавчий музей
Нетішинський міський краєзнавчий музей — міський краєзнавчий музей у місті Нетішині Хмельницької області; зібрання матеріалів з історії міста, зокрема з історії створення та функціонування Хмельницької АЕС; міський осередок культури.
Нетішинський міський краєзнавчий музей — окраса Нетішина, один із наймолодших музеїв України.

## Загальні дані
Нетішинський міський краєзнавчий музей розташований у середмісті Нетішина за адресою:
просп. Незалежності, буд. 29, м. Нетішин—30100 (Хмельницька область, Україна).
Директор музейного закладу — Кононюк Оксана Василівна, головний зберігач — Хмелюк Лариса Володимирівна.
При музеї діє «Літературна кав'ярня», організовано та введено в дію туристсько-краєзнавчі маршрути по регіону та Україні. Для потреб наукових співробітників та громадськості міста при музеї також функціонує наукова бібліотека, що нараховує близько 1,5 тисячі примірників довідкових видань, наукової та науково-популярної літератури, періодичних видань.

## З історії музею
Історія створення та функціонування краєзнавчого музею в Нетішині розпочалася 1994 року, коли в місті було створено позашкільну виховну установу — краєзнавчий центр-музей. Саме його працівники розпочали пошукову, збиральницьку, науково-дослідницьку роботу задля створення в майбутньому повноцінного міського музейного закладу. У такому статусі установа проіснувала до 19 вересня 2000 року, коли рішенням тринадцятої сесії Нетішинської міської ради XXII скликання Краєзнавчий центр-музей було перереєстровано у міський краєзнавчий музей.
Датою ж створення закладу вважається 27 вересня 2001 року, коли Нетішинський міський краєзнавчий музей був уперше урочисто відкритий для відвідування. За роки його створення та існування він перетворився на потужну науково-дослідницьку установу. Так, від 2-ї половини 1990-х років музей започаткував систематичні археологічні дослідження околиць регіону, які проводяться спільно з Інститутом археології НАН України. Особливо ефективними стали розкопки курганів східнотшинецької культури бронзової доби та зольників епохи раннього заліза на східних околицях міста, археологічні знахідки з яких стали прикрасою експозиції залу ранньої історії. Значна увага приділяється вивченню флори зони впливу Хмельницької АЕС, для чого у співпраці з Ботанічним музеєм Інституту ботаніки ім. М. Г. Холодного НАН України здійснюються експедиції до заповідних територій мікрорегіону. Культура, побут, ремесла та промисли становлять об'єкт зацікавлення та наукового вивчення сектора етнографії, яким здійснюються систематичні етнографічні розвідки до сіл Славутського району. Окремим напрямком діяльності є масово-просвітницька робота.
У складі Нетішинського міського краєзнавчого музею, як структурний підрозділ, здійснює свою діяльність мистецька галерея «Арт-ПЛАСТ», що розпочала своє творче життя 30 вересня 1997 року як підрозділ тодішнього краєзнавчого центру-музею для здійснення виставкової діяльності з ініціативи директора центру Г. І. Фурманчук та за активної підтримки І. В. Гладуняка, на той час міського голови. З цією метою центру-музею було передане приміщення за адресою проспект Незалежності, 18, де мистецька галерея знаходиться дотепер. За роки її існування було організовано понад 70 виставок, проведено численну кількість цікавих зустрічей та різноманітних заходів.
У 2005 році створено першу (1.0.5) версію мультимедійного довідника «Нетішинський міський краєзнавчий музей: минуле та сучасність».
Щороку (2000-ні) Нетішинський міський краєзнавчий музей відвідує до 30 тисяч чоловік.

## Експозиція, структура та діяльність
Експозиція Нетішинського міського краєзнавчого музею розміщена у 18 залах загальною площею 930 м², які відображають основні напрямки історії, етнографії, природи регіону:
- в археологічній збірці представлені численні знахідки східнотшинецької культури різних періодів, починаючи з унікальних матеріалів раннього палеоліту типу Ашель і закінчуючи знахідками XVII століття. Окремим комплексом представлені матеріали з курганів східнотшинецької культури доби бронзи з урочища Козацькі могили поблизу Нетішина, серед яких — чудово збережені бронзовий наконечник списа, посуд, бронзові жіночі прикраси тощо;
- надзвичайно цікавою є природнича колекція музею, яка охоплює 6 різнопланових залів. Окрасою залу природоохорони є об'ємна композиція з рідкісними рослинами сфагнового болота. У залах «Загальна геологія» та «Мінералогія» зібрані академічні колекції зразків мінералів, геологічних порід;
- Раритетний експонат палеонтологічного залу — корал, який є найбільшим представником свого класу у світі. У рослинному залі розміщена колекція об'ємного гербарію рослинності регіону, яка нараховує близько ста експонатів. Тваринна експозиція укомплектована з опудал птахів і тварин краю, серед яких унікальні червонокнижні екземпляри;
- Етнографічна колекція музею — це чудове зібрання гончарних, бондарних виробів, виробів із дранки, соломи тощо, що відображають культурний розвиток людності краю у минулому та на сучасному етапі. Окремі зали присвячені землеробству та ткацтву;
- частина експозиції висвітлює історію розвитку сіл Нетішина, Дорогощі (затоплене при побудові водоймища-охолоджувача). Тут же експонується одна з перших відомих мап Нетішинського господарства, датована 1813 роком).
- про недавнє минуле міста Нетішина та Хмельницької АЕС розповідає однойменна зала, в центрі якого — модель ядерного енергоблоку типу ВВЕР-1000, що експлуатуються на Хмельницькій АЕС;
- завершують огляд експозиції музею зали нумізматики та фалеристики, у яких привертають увагу відвідувачів монети Давнього Риму та Греції, срібні монети Середньовіччя; у колекції українських грошей є унікальні експонати, серед яких банкнота Г. Нарбута з підписом художника, гроші УНР, грошові знаки перехідного періоду (періоду громадянської війни 1918—1919 рр.) т. зв. бони, в тому числі єлисаветградські, «касимовки», терські, омські гроші; тут же представлена повна підбірка радянських грошей, а також грошових замінників кінця 1980-х — початку 1990-х років XX ст. (талони, купони, колгоспні, місцеві гроші). Цю експозицію гідно доповнює фалеристична колекція, де представлені нагороди радянського періоду та часів незалежної України, відомчі відзнаки.

У побудові експозиції музею застосовані нові методологічні та естетичні принципи, які справляють позитивне емоційне враження на відвідувачів. Музейні зали оформлено за сучасними європейськими стандартами, що не може не впливати на ефективність сприйняття експонованого матеріалу.
У Нетішинському міському краєзнавчому музеї працюють 4 відділи: історичний, природничий, фондовий та масово-просвітницький.
Шляхом систематичної архівної евристики, польових археологічних, геологічних, ботанічних експедицій, етнографічних розвідок музей проводить активну діяльність з вивчення історії, культури та природи регіону. З метою налагодження тісної співпраці з загальноосвітніми та дошкільними виховними закладами підготовлено спеціальні освітньо-просвітні програми («Музей — школі» та «Музей — дошкільним закладам»).
Співробітники Нетішинського краєзнавчого музею проводять лекції та семінари. У музеї відбуваються численні масові заходи: вечори, музичні салони, тематичні виставки, презентації. Започатковано «Музейні гостини», на які запрошуються художники, народні майстри, аматорські колективи регіону.

## Виноски
1. ↑  Краєзнавчий музей м. Нетішин [Архівовано 2011-12-05 у Wayback Machine.] на Портал м. Нетішин. Інформаційно-діловий портал міста. [Архівовано 2011-12-05 у Wayback Machine.]
2. ↑  Міський краєзнавчий музей м. Нетішин на www.prostir.museum («Музейний простір України»)
3. ↑  Нетішинський міський краєзнавчий музей на Офіційний сайт міста Нетішина